# Jacques Bravo
Pour les articles homonymes, voir Bravo.
Jacques Pierre Roger Bravo (29 décembre 1943 - 18 décembre 2019), est un homme politique français.

## Biographie
Diplômé de l'ENSAE en 1968, Jacques Bravo est inspecteur général de l'administration de l'éducation nationale et de la recherche.
Il commence sa carrière au ministère des Finances avant d'être nommé directeur financier au ministère de l'Enseignement supérieur et de la Recherche en 1983 auprès de Laurent Fabius puis d'Hubert Curien. Adhérent du Parti socialiste, il est désigné tête de liste socialiste pour les municipales de 1983 dans le 9e arrondissement de Paris. Battu par Gabriel Kaspereit, il devient conseiller d'arrondissement. Il sera à nouveau battu en 1989 et 1995.
Il est nommé au conseil d'administration de l'ESPCI ParisTech et représente la Ville de Paris lors de l'attribution des Prix Nobel de physique de Pierre-Gilles de Gennes et Georges Charpak. En 1993, il est nommé inspecteur général de l'Éducation chargé de la région Limousin.
À nouveau candidat dans le 9e arrondissement en 2001, il bat Pierre Lellouche (RPR) avec 52 % des voix au second tour, et devient président de la commission des finances du Conseil de Paris. Lors de l'élection municipale de 2008, il est réélu avec 63 % des voix.
À partir de 2004, Jacques Bravo s'engage activement dans la campagne qui réunit nombre de responsables politiques et d'intellectuels de gauche protestant contre l'extradition de l'ancien terroriste italien d'extrême gauche Cesare Battisti condamné pour quatre meurtres dans la péninsule. Avec la chanteuse Lio et l'écrivain Fred Vargas, il constitue un comité et organise une soirée au nom de « l’honneur de la France et de la parole donnée »,. Il l'accompagne dans le commissariat, où il doit se présenter toutes les semaines aux termes du contrôle judiciaire auquel il a été soumis. En 2019, Cesare Battisti reconnaîtra avoir participé à deux assassinats et en avoir commandité deux autres.
Premier vice-président de l'Association des maires d'Île-de-France, il est, en 2010, président du Cercle Colbert pour une nouvelle gestion publique locale.
En 2013, il est fait commandeur de la Légion d'honneur.
En 2014, alors qu'il ne se représente pas aux élections municipales,, sa dauphine, Pauline Véron, est battue par Delphine Bürkli.
Il décède le 18 décembre 2019,.
Depuis 2022, un Centre Paris Anim' porte son nom en hommage.